# Copa FA de Baréin
La Copa FA de Baréin es un torneo eliminatorio de fútbol celebrado en Baréin.

## Campeones
| Temporada | Campeón        | Resultado        | Finalista       |
| --------- | -------------- | ---------------- | --------------- |
| 2000      | Al-Riffa SC    | 3 - 0            | Al-Ahli Club    |
| 2001      | Al-Riffa SC    |                  |                 |
| 2002      | No se celebró  | No se celebró    | No se celebró   |
| 2003      | Busaiteen Club | 0 - 0 (5-4 pen.) | Al-Riffa SC     |
| 2004      | Al-Riffa SC    | 3 - 1            | Busaiteen Club  |
| 2005      | Muharraq Club  | 2 - 1            | Busaiteen Club  |
| 2006      | No se celebró  | No se celebró    | No se celebró   |
| 2007      | Al-Ahli Club   | 1 - 1 (4-3 pen.) | Al-Najma        |
| 2008      | No se celebró  | No se celebró    | No se celebró   |
| 2009      | Muharraq Club  | 1 - 0            | Al-Najma        |
| 2010-2013 | No se celebró  | No se celebró    | No se celebró   |
| 2014      | Al-Riffa SC    | 2 - 0            | Bahrain SC      |
| 2015      | Al-Hidd SCC    | 2 - 0            | East Riffa Club |
| 2016      | Al-Ahli Club   | 1 - 1 (3-1 pen.) | Malkiya Club    |
| 2017      | Al-Hidd SCC    | 1 - 1 (8-7 pen.) | Malkiya Club    |
| 2018      | No se celebró  | No se celebró    | No se celebró   |
| 2019      | East Riffa SCC | 3 - 1            | Al-Ahli Club    |
| 2020      | Muharraq Club  | 4 - 1            | Busaiteen Club  |
| 2021      | Muharraq Club  | 2 - 1            | East Riffa SCC  |
| 2022      | Muharraq Club  | 2 - 1            | Al-Hidd SCC     |
| 2023      | Al-Ahli Club   | 2 - 2 (5-4 pen.) | Al-Khaldiya SC  |
| 2024      | Al-Ahli Club   | 1 - 0            | Al-Shabab       |

## Títulos por club
| Club                     | Campeón | Años campeón                |
| ------------------------ | ------- | --------------------------- |
| Muharraq Club            | 5       | 2005, 2009, 2020, 2021,2022 |
| Al-Ahli Club             | 4       | 2007, 2016, 2022, 2023      |
| Al-Riffa SC (West Riffa) | 4       | 2000, 2001, 2004, 2014      |
| Al-Hidd SCC              | 2       | 2015, 2017                  |
| Busaiteen Club           | 1       | 2003                        |
| East Riffa SCC           | 1       | 2019                        |